# Túnel de Gimry
El túnel de Gimry (en ruso: Гимринский автодорожный тоннель) es el túnel de carretera más largo de Rusia y la antigua Unión Soviética. Situado en las montañas del Cáucaso de Daguestán, el túnel conecta Buinaksk (y Majachkalá) con pueblos de montaña como Gimry, Gunib y Khunzakh. La capacidad del túnel es de 4000 vehículos por hora. Fue inaugurado en 1991, cerrado por reconstrucción a mediados de la década de 2000 y no volvió a abrir hasta 2012.
Una línea recta desde el Mar Caspio hacia el oeste hasta Gimry se eleva desde cerca del nivel del mar hasta unos 6000 pies y luego cae repentinamente 5000 pies en el cañón Avar Koysu. El portal norte está a unos 3800 pies, el portal sur a unos 3700 pies y la montaña encima a unos 6400 pies. Desde el portal sur, el camino desciende abruptamente unos 400 pies y llega al fondo de un cañón lateral que conduce siete kilómetros al noroeste hasta Gimry.
|  |
|  |

|  |
|  |

|  |
|  |

|  |
|  |

ferenciase
1. ↑  «ТВ Центр - Официальный сайт телекомпании». web.archive.org. 13 de marzo de 2020. Archivado desde el original el 13 de marzo de 2020. Consultado el 24 de abril de 2025.